# Brandon Lewis
Brandon Kenneth Lewis, né le 20 juin 1971 à Harold Wood, est un homme politique britannique, membre du Parti conservateur.
De septembre à octobre 2022, il est secrétaire d'État à la Justice.

## Biographie

### Jeunesse et formation
Lewis est formé à l'école de Walthamstow. Il obtient un diplôme en économie et un LLB en droit de l'université de Buckingham, ainsi qu'un LLM en droit commercial, du King's College de Londres. Il est avocat au Inner Temple.

### Parcours politique
En mai 1998, Lewis devient conseiller d'arrondissement pour Hutton Sud à Brentwood, puis chef de groupe en 2002. Il est chef du conseil de 2004 à 2009, avant de démissionner en tant que conseiller. 
Lewis se présente aux élections dans la circonscription de Sherwood en 2001, mais perd face à Paddy Tipping, le candidat travailliste avec 34% des voix. Il est sélectionné pour représenter le parti conservateur à Great Yarmouth en 2006 et est élu en 2010, en battant le sortant travailliste Tony Wright, avec une majorité de plus de 4000 voix.
Il siège au comité du Travail et des Pensions et à celui de la Réforme de la réglementation de 2010 à 2012.
En septembre 2012, Lewis est nommé ministre d'État auprès du secrétaire d'Etat des Communautés et du Gouvernement Local, Eric Pickles.
En juillet 2016, il devient ministre d'État au sein du ministère de l'Intérieur pour la Police et les services d'incendie, ainsi qu'Europol et Interpol. Le 29 septembre 2016, il est également nommé au Conseil privé du Royaume-Uni.
Le 17 juillet 2017, il est très critiqué pour avoir pris part à un vote, crucial pour le gouvernement, alors qu'il avait pris l'engagement de s'abstenir, à la suite d'un accord avec une députée libérale-démocrate. Il viole ainsi une tradition parlementaire.
En janvier 2018, lors du remaniement ministériel, Lewis est promu président du Parti Conservateur succédant à Patrick McLoughlin. Lewis est également nommé ministre sans portefeuille.
Le 24 juillet 2019, il est nommé ministre d'État au sein du ministère de l'Intérieur dans le gouvernement Johnson. Le 13 février 2020, il devient secrétaire d'État pour l'Irlande du Nord.
Du 6 septembre au 25 octobre 2022, il est secrétaire d'État à la Justice et Lord grand chancelier dans le gouvernement Truss.

### Vie personnelle
Lewis épouse Justine Rappolt en 1999 ; le couple a deux enfants. Il termine le Marathon de Londres en 2005 et 2008 et pratique le triathlon. Il est membre du Carlton Club.